# Canthocamptus newyorkensis
Canthocamptus newyorkensis is een eenoogkreeftjessoort uit de familie van de Canthocamptidae. De wetenschappelijke naam van de soort is voor het eerst geldig gepubliceerd in 1927 door Chappuis.